# Flame of Love
Flame of Love – второй японский (третий в общем) мини-альбом южнокорейского певца Тхэмина. Был выпущен 18 июля 2017 года лейблом EMI Records при поддержке Universal Music Japan.

## Трек-лист
| №                   | Название                       | Длительность |
| ------------------- | ------------------------------ | ------------ |
| 1.                  | «Flame of Love»                | 3:54         |
| 2.                  | «I'm Crying»                   | 5:45         |
| 3.                  | «Do It Baby»                   | 2:42         |
| 4.                  | «Door»                         | 3:57         |
| 5.                  | «いつかここで (Itsuka Kokode)» | 4:04         |
| Общая длительность: | Общая длительность:            | 20:36        |

| №  | Название                           | Длительность |
| -- | ---------------------------------- | ------------ |
| 1. | «Flame of Love» (music video)      |              |
| 2. | «Flame of Love» (MV dance version) |              |
| 3. | «Jacket & MV Shooting Sketch»      |              |

## Чарты
| Страна  | Чарт                               | Пиковая позиция |
| ------- | ---------------------------------- | --------------- |
| Япония  | Ежедневный альбомный чарт Oricon   | 1               |
| Япония  | Еженедельный альбомный чарт Oricon | 2               |
| Тайвань | G-Music                            | 1               |

## Продажи и сертификации
| Чарт                | Количество |
| ------------------- | ---------- |
| Oricon Albums Chart | 51,752+    |